# Kitajskij serviz
Kitajskij serviz (russisk: Китайскій сервизъ) er en russisk spillefilm fra 1999 af Vitalij Moskalenko.

## Medvirkende
- Oleg Jankovskij som Stroganov
- Anna Samokhina som Zinaida Volosjina
- Vladimir Mensjov som Satanovskij
- Sergej Nikonenko som Arsenij Mysjko
- Bogdan Stupka som Lapsin